# Oost-Opperfrankisch
Oost-Opperfrankisch of kortweg Oost-Frankisch (Ostfränkisch met Ober-, Unter-, Südostfränkisch) is een dialect dat in het Duitse dialectcontinuüm de overgang van het Middelduits naar het Hoogduits vormt en tevens het dichtst bij het Standaardduits staat, dat rechtstreeks uit een van de vormen van het Oost-Frankisch is voortgekomen.
Oost-Frankisch wordt vooral gesproken in het noorden van Beieren, bijvoorbeeld in de steden Würzburg en Erlangen. Het Oost-Frankische taalgebied strekt zich als geheel helemaal uit vanaf de regio Heilbronn-Franken via Tauberfranken in Baden-Württemberg en de Beierse regio's Middel-, Neder- en Opper-Franken, het deel van Thüringen ten zuiden van de Rennsteig en het Beiers/Saksische Vogtland. In de deelstaat Hessen wordt het Oost-Frankisch vooral gesproken in de omgeving van de Rhön.

## Fonologie
Op het fonologische vlak onderscheidt het Oost-Frankisch zich met name door de volgende kenmerken:
- Een rollende r in de uitspraak.
- De niet-geaspireerde ofwel verzachte uitspraak van stemloze plosieven die hierdoor stemhebbend worden (t → d, k → g enz.).
- Klinker- en/of lettergreepreductie in met name vervoegde vormen, waardoor bijvoorbeeld gegessen (gegeten) wordt uitgespreken als gegess oder gessn. Bij de uitspraak van lange klinkers volgt het Oost-Opperfrankisch gedeeltelijk de Middelduitse en gedeeltelijk de Opperduitse regels.

## Morfosyntaxis
Op het syntactische en morfosyntactische vlak vertoont het Oost-Frankisch ten opzichte van de verwante dialecten vrij veel specifieke kenmerken:
- In de gesproken taal wordt de onvoltooid verleden tijd volledig vervangen door de voltooid verleden tijd. Ook in de geschreven taal gebeurt dit in vrij hoge mate.
- Nog opvallender is het vervangen van de genitief door een combinatie van een datief en een persoonlijk voornaamwoord bij eigennamen: Evas Schwester → der Eva ihr(e) Schwester. Ook in andere opzichten is het Opperfrankisch analytischer dan de meeste andere Duitse dialecten; zo wordt de vertrouwde genitief bij voorkeur vervangen door de constructie "'von + datief", die een beetje op het Nederlands lijkt. Het Oost-Frankisch gebruikt ook in andere contexten voorzetsels in combinatie met de datief waar in andere Duitse dialecten de genitief of de accusatief gebruikt wordt.
- In sommige taalgebieden zoals Neder-Franken eindigen de infitieven op -e, in Middel- en Opper-Franken op -n. Soms ook wordt de infitiefuitgang -en helemaal weggelaten: schlafen → schlaf, kritisieren → kritisier.
- Net als in het Alemannisch is het gebruik van wo als betrekkelijk voornaamwoord verplicht, eventueel aangevuld met der, die of das:
  - Die Frau, (die) wo ich kenn, ...
  - Der Film, wo du mir gestern erzählt hast, dass...

De Oost-Opperfrankische dialecten zijn van invloed geweest op het Jiddisch.